# Filip Apelstav
Filip Apelstav (Västra Frölunda, 18 september 1971) is een Zweeds voormalig voetballer die speelde als verdediger.

## Carrière
Apelstav speelde van 1992 tot 1996 voor Västra Frölunda, daarna speelde hij drie seizoenen voor IFK Norrköping. Daarna speelde hij nog voor het Noorse Kongsvinger IL en Sogndal IL en het Chinese Shanghai Zobon alvorens terug te keren naar Zweden. Hij speelde nog voor IFK Norrköping en IK Sleipner alvorens in 2007 zijn carrière af te sluiten.
Apelstav speelde als jeugdinternational voor Zweden, hij nam zo deel aan de Olympische Spelen 1992 waar hij een wedstrijd speelde.
1 Ekholm ·
2 Johansson ·
3 Björklund ·
4 Apelstav ·
5 Alexandersson ·
6 Mild ·
7 P. Andersson  ·
8 Landberg ·
9 Furth ·
10 Rödlund ·
11 Brolin ·
12 Svensson ·
13 Jansson ·
14 Moberg ·
15 Lilius ·
16 Nilsson ·
17 A. Andersson ·
18 Simpson ·
19 Gudmundsson ·
20 Axeldal ·
Coach: N. Andersson